# Zámky
Zámky (dříve též Zámka) je název malé osady v Praze-Bohnicích, která se táhne podél pravého břehu Vltavy. Současně je to i název významné přírodní a acheologické památky – ostrohu nad řekou, který byl obydlen již v mladší době kamenné.

## Historie
Na území se nacházelo pravěké hradiště Zámka osídlené již v době řivnáčské kultury a později až do doby raného středověku. V roce 1870 v Zámecké rokli byla za osobní účasti Alfreda Nobela uvedena do provozu první česká továrna na dynamit.

## Území
Osada Zámky se táhne podél pravého břehu Vltavy od ústí Bohnického údolí s Bohnickým potokem až po ústí Čimického potoka (Zámeckou rokli a v její dolní části). Cesta procházející osadou nese oficiálně jméno V Zámcích, Bohnickým údolím (kdysi zvaným Lísek) do Zámků ústí Bohnická ulice, kterou sem v hodinovém intervalu přijíždí linka městského autobusu z Podhoří a Bohnic (linka 236). Z protilehlého (levého) břehu Vltavy je území přístupné pomocí obnoveného přívozu Sedlec–Zámky. U konečné autobusu a přívozu je útulek pro opuštěná zvířata.
K jižní části Zámků zasahuje přírodní památka Bohnické údolí, ve skalnaté stráni podél severní části je vymezena přírodní památka Zámky. Přes jižní část přírodní památky Zámky je naplánován suchdolský most rychlostního Pražského okruhu. Jižně od Bohnického údolí lemuje ulici V Zámcích několik domků (bývalá viniční usedlost Tříkrálka v místech zvířecího útulku zanikla), skalnatá stráň v této části je chráněna jako přírodní rezervace Podhoří.
Přes Zámky vede pěší červeně značená turistická trasa 0005 z Prahy-Troje Do Kralup nad Vltavou.

## Galerie

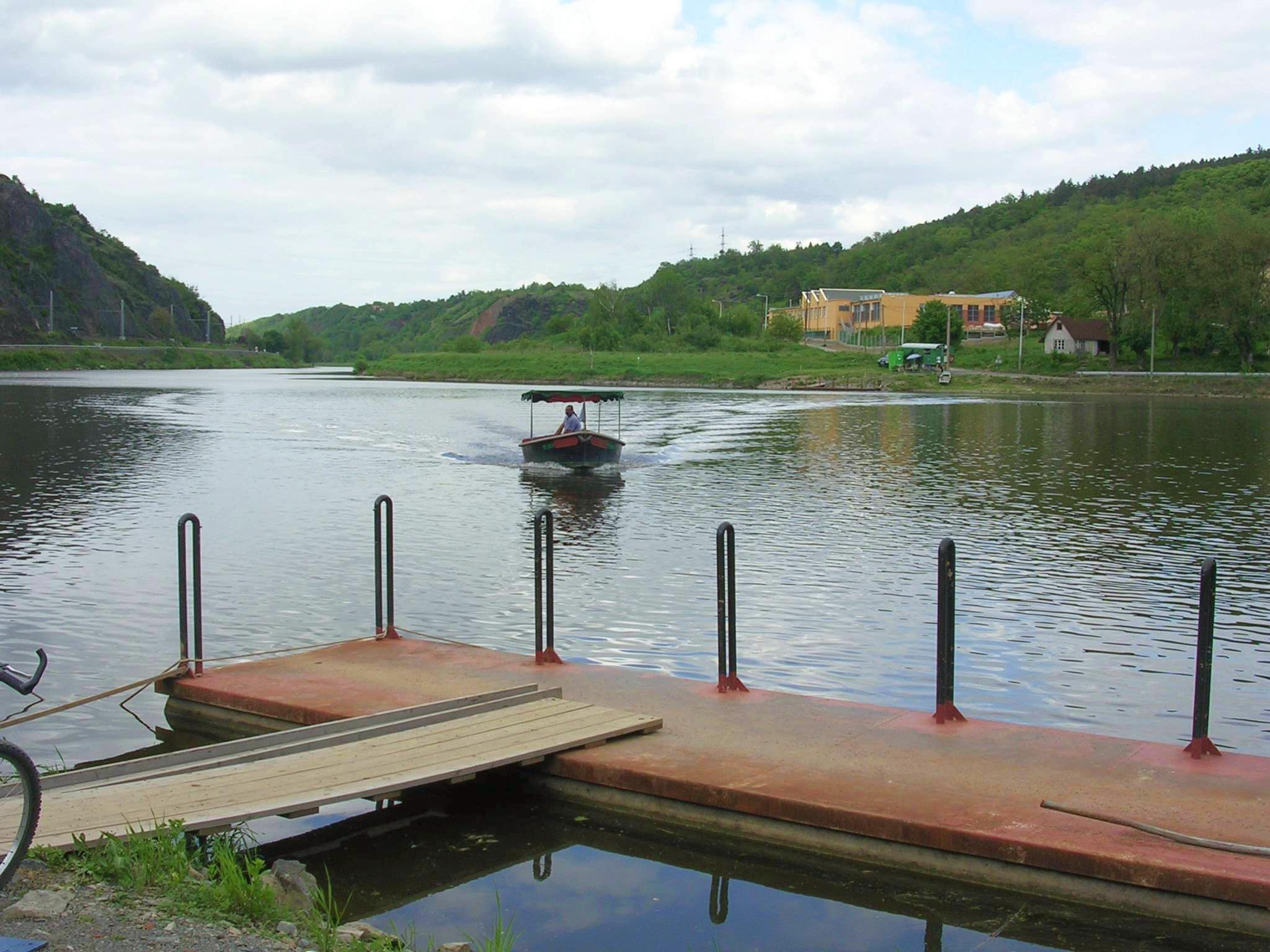
Pohled na Zámky od Sedlce
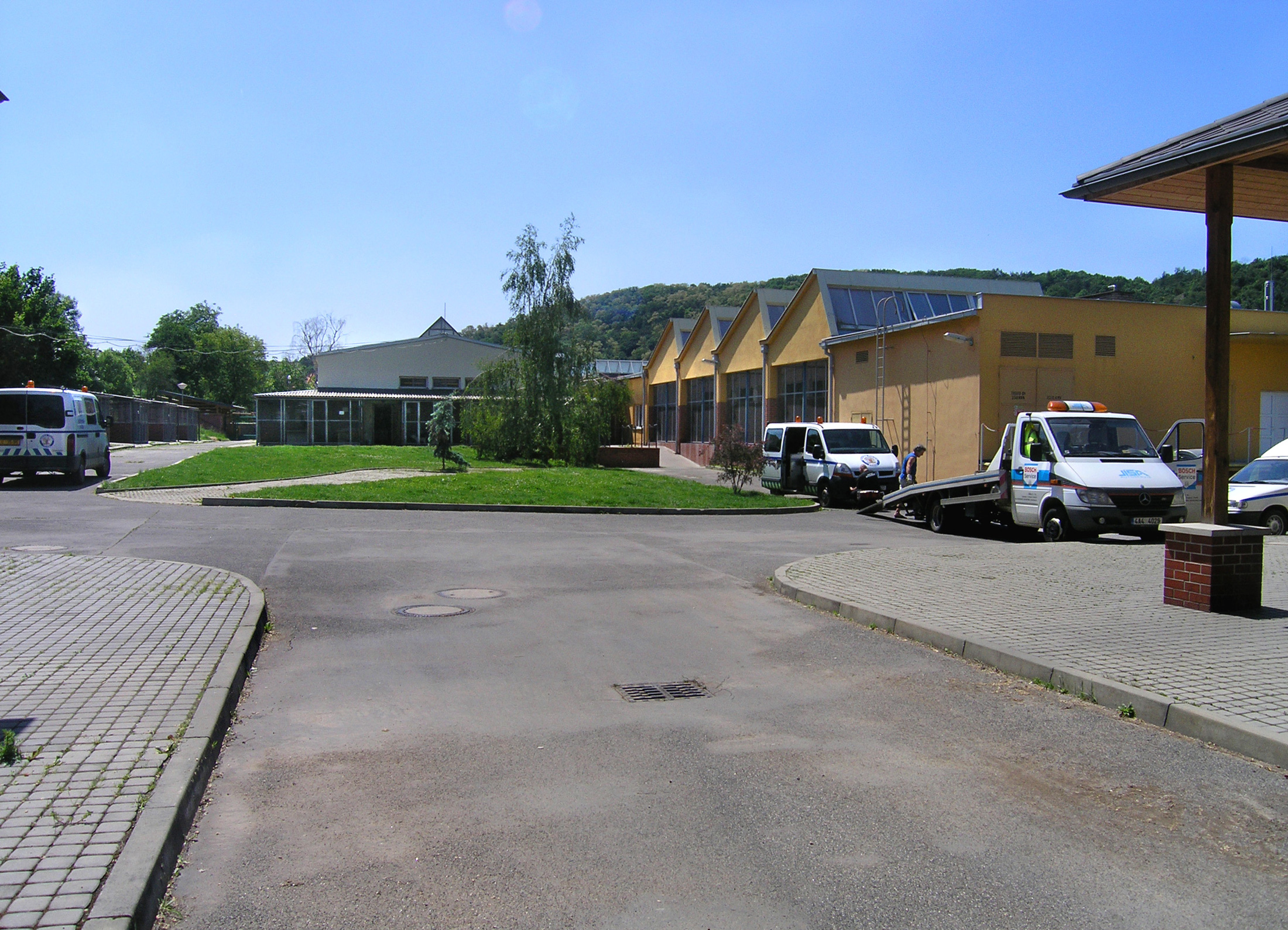
Útulek pro opuštěná zvířata